# Братья Хейгмен
Кевин Хейгмен (англ. Kevin Hageman) (род. 21 апреля 1974 года) и Дэн Хейгмен (англ. Dan Hageman) (род. 17 декабря 1976 года), профессионально известные как Братья Хейгмен (англ. The Hageman Brothers), — американская писательская команда сценаристов и телевизионных продюсеров. Они наиболее известны своей работой над мультсериалами «Ниндзяго. Мастера Кружитцу» (2011—2019), «Охотники на троллей» (2016—2018), и «Звёздный путь: Протозвезда» (2021), а также полнометражными мультфильмами «Монстры на каникулах» (2012), «Лего. Фильм» (2014), «Страшные истории для рассказа в темноте» (2019), и «Семейка Крудс 2: Новоселье» (2020).

## Ранняя жизнь
Хейгмены родились и выросли на Лейк-Освего, Орегон, пригороде Портленда. Они учились в средней школе Лейкридж и продолжили обучение в Орегонском университете.

## Карьера

### Телевидение и кино
Кевин Хейгмен начал свою карьеру ассистентом в Dark Horse Entertainment, а Дэн работал копирайтером. Переехав в Лос-Анджелес, Хейгмены успешно продали питч полнометражного фильма Amblin Entertainment и продолжили писать обработки для «Лего. Фильма» и «Монстров на каникулах», за которые они получили приписывание «авторы сюжета» в мультфильмах. Позже они были номинированы на премию BAFTA за работу над «Лего. Фильмом» в категории «Лучший анимационный фильм».
Пока «Лего. Фильм» находился в разработке, Хейгмены создали мультсериал «Ниндзяго. Мастера Кружитцу» для LEGO и Cartoon Network, основанный на линии игрушек Lego Ninjago.
В 2014 году Гильермо Дель Торо и DreamWorks Animation наняли Хейгменов в качестве соисполнительных продюсеров отмеченного наградами мультсериала «Охотники на троллей», за который они получили премию «Эмми» в категории «Лучший сценарий для анимационного сериала» и были номинированы на несколько других. Затем Дель Торо пригласил их для написания продюсированного им фильма ужасов «Страшные истории для рассказа в темноте» для CBS Films. В это время они также были наняты DreamWorks Animation для написания черновика «Семейки Крудс 2: Новоселье».
В 2019 году было объявлено, что Хейгмены стали создателями и шоураннерами предстоящего научно-фантастического мультсериала «Звёздный путь: Протозвезда» для Paramount+ и Nickelodeon, первого совместного производства CBS Studios и Nickelodeon во франшизе «Звёздного пути».
В марте 2021 года было объявлено, что Хейгмены подписали общую сделку с CBS Studios. В дополнение к «Звёздному пути: Протозвезде», они будут продолжать производить для студии и анимационные, и живые фильмы и телевизионный контент.

## Сценаристы

### Телевидение
- Ниндзяго. Мастера Кружитцу (2011—2018)
- Охотники на троллей: Истории Аркадии (2016—2018)
- Звёздный путь: Протозвезда (2021)

### Кино
- Монстры на каникулах (2012)
- Лего. Фильм (2014)
- Лего Фильм: Ниндзяго (2017)
- Страшные истории для рассказа в темноте (2019)
- Семейка Крудс 2: Новоселье (2020)
- Охотники на троллей: Восстание титанов (2021)
- Страшные истории для рассказа в темноте 2 (TBA)